# Acción Republicana Democrática Española
Acción Republicana Democrática Española (ARDE) és el nom d'un partit polític espanyol creat el 1959 com a resultat de l'intent d'unió d'Izquierda Republicana i Unió Republicana, els dos partits republicans de més importància durant la Segona República Espanyola.
Després de la reforma democràtica en Espanya va concórrer a les eleccions locals del 1979, aconseguint el segon lloc en nombre de vots en la ciutat valenciana de Sogorb, per la qual cosa, amb el suport del PSOE aconsiguí el primer i únic alcalde republicà que governà un municipi espanyol des de l'època republicana, Manuel Sender. En la següent convocatòria electoral municipal aconsiguí ser el partit més votat en la localitat, romanent a l'oposició per un acord entre el PSOE i AP.
En l'actualitat sembla haver-se integrat en l'anomenat Club Republicà, juntament amb altres partits d'este signe entre els quals hi ha Grup Tercera República Espanyola, Liberals per la República i Progressistes Federals.